# Snug (personage)
Snug is een personage van William Shakespeares A Midsummer Night's Dream.
Hij is een houtsnijder, die ingehuurd wordt door Peter Quince om de rol van de leeuw te spelen in Pyramus en Thisbe. Wanneer hij voor het eerst de rol krijgt toegewezen, duurt het een tijd voor hij zijn tekst kent (ook al is de rol van de leeuw niets anders dan brommen). Hij maakt zich net als de andere personages zorgen dat zijn luid en vurig gegrom en gebrul in het stuk de invloedrijke dames in het publiek zal bang maken. Op het einde wordt dan verklaard dat hij geen echte leeuw is. Dit is een subtiele herinnering van Shakespeare dat de arbeiders geen geleerde mannen zijn, want ze denken dat het kostuum van de leeuw angstwekkend is en ze daardoor mogelijk de doodstraf zouden krijgen als de dames bang zijn.

## Alternatieve betekenis SNUG
- SNUG - Stichting (Lotus) Notes User Group in Nederland